# Guérigny
Guérigny är en kommun i departementet Nièvre i regionen Bourgogne-Franche-Comté i de centrala delarna av Frankrike. Kommunen ligger i kantonen Guérigny som tillhör arrondissementet Nevers. År 2022 hade Guérigny 2 512 invånare.

## Befolkningsutveckling
Antalet invånare i kommunen Guérigny
| Referens: INSEE |